# Руська Рада
Руська Рада (Русская Рада у Львові) — громадсько-політична організація, заснована 1870 з метою продовжувати традиції Головної Руської Ради 1848; швидко опанована москвофілами (Василь Ковальський, о. Я. Шведзіцький, о. Теофіль Павликів), існувала до 1914, але не внесла нічого до розвитку політичного життя.
Народовці довгий час безуспішно намагалися домовитися з Русскою Радою щодо спільної дії, але це не вдалося, і тому вони заснували у 1885 своє політичне товариство Народна Рада.
Пресовими органами Русскої Ради були «Русская Рада» (1871—1912), «Галицкая Русь» (1891—1892).